# Catherine Coleman
Catherine 'Cady' Grace Coleman (Charleston, 14 de dezembro de 1960) é uma astronauta norte-americana, veterana de três missões espaciais.
Estudante de intercâmbio na Noruega na adolescência, formou-se em química no Instituto de Tecnologia de Massachusetts em 1983, como membro do Corpo de Treinamento dos Oficiais da Reserva, da Força Aérea dos Estados Unidos, juntando-se à força como segundo-tenente, enquanto fazia mestrado, entrando no serviço militar ativo em 1988 como química pesquisadora.

## NASA
Em 1992 entrou para a NASA e qualificou-se, após treinamento, como especialista de missão. Foi ao espaço pela primeira vez em outubro de 1995 na STS-73 Columbia, uma missão que realizou estudos científicos que incluíram biotecnologia, ciência de combustão e física de fluidos.
Voltou ao espaço em julho de 1999, na STS-93 também na Columbia, a primeira missão de um ônibus espacial comandada por uma mulher, a astronauta Eileen Collins, que colocou em órbita o Observatório de Raios-X Chandra, na qual foi a responsável por colocar o satélite na órbita apropriada operando o braço robótico Canadarm, da nave.
Depois da missão, Coleman continuou a trabalhar na NASA, como chefe de operações e treinamento do braço robótico para todas as missões do ônibus espacial e da Estação Espacial Internacional, até 15 de dezembro de 2010, quando foi lançada do Cosmódromo de Baikonur, para uma missão de longa duração na ISS, integrando a tripulação da Soyuz TMA-20, que levou os novos tripulantes da Expedição 26, da qual ela faz parte, à Estação Espacial Internacional. Coleman permaneceu até 2011 na estação, integrando também a tripulação permanente da Expedição 27.
Após quase seis meses em órbita, ela retornou à Terra com a tripulação da TMA-20, Dmitri Kondratyev e Paolo Nespoli, pousando perto de Dzhezkazgan, no Casaquistão, em 24 de maio de 2011

## Talento musical
Casada com um artista plástico, Coleman é flautista e já levou várias flautas em suas missões à ISS, incluindo duas dadas por integrantes da banda irlandesa The Chieftains e uma presenteada por Ian Anderson, líder e flautista do Jethro Tull, seu ídolo. Em abril de 2011, ela tocou em dueto direto do espaço com Anderson, para celebrar os 50 anos da viagem pioneira de Iuri Gagarin. No mesmo mês, ela também tocou direto da ISS em videoconferência para a platéia do show do Tull em Moscou, em outra das comemorações aos 50 anos do primeiro homem no espaço.
Coleman formou um grupo musical chamado Bandella, junto com os astronautas Chris Hadfield, Stephen Robinson e a esposa do astronauta Donald Pettit, Micky. Em maio de 2014, ela participou de outro concerto Terra-espaço junto com um coral de estudantes do Texas e músicos no Centro Espacial Lyndon B. Johnson, e o astronauta japonês Koichi Wakata, comandante da Expedição 39 da ISS, em órbita no espaço.